# Kalciumomsättning
Kalciumomsättningen i kroppen regleras huvudsakligen av tre ämnen, som dessutom styr fosfatomsättningen, nämligen hormonerna parathyroideahormon (PTH) och kalcitonin samt D-vitamin. 
Aktivt vitamin D gör att tarmen tar upp mer kalcium. PTH höjer kalciumnivån genom att bryta ned skelettet, genom att mindre kalcium går ut i urinen och indirekt genom stimulering till bildning av vitamin D. Kalcitonin sänker kalciumnivån i blodet genom att hämma bennedbrytningen och genom att göra att mer kalcium utsöndras med urinen. Kalcium regleras också av enzymet klotho samt av bisköldkörtelhormonrelaterat protein.
Sjukdomar i kalciumomsättningen innefattar hypokalcemi, hyperkalcemi, rakit, förkalkning och dekalcifiering.